# جاك رينر
جاك رينر (بالإنجليزية: Jack Renner)‏ هو مهندس وموسيقي ومهندس الصوت أمريكي، ولد في 13 أبريل 1935 في بارنسفيل في الولايات المتحدة، وتوفي في 20 يونيو 2019.

## وصلات خارجية
- جاك رينر على موقع ميوزك برينز (الإنجليزية)
- جاك رينر على موقع ديسكوغز (الإنجليزية)